# Heultje

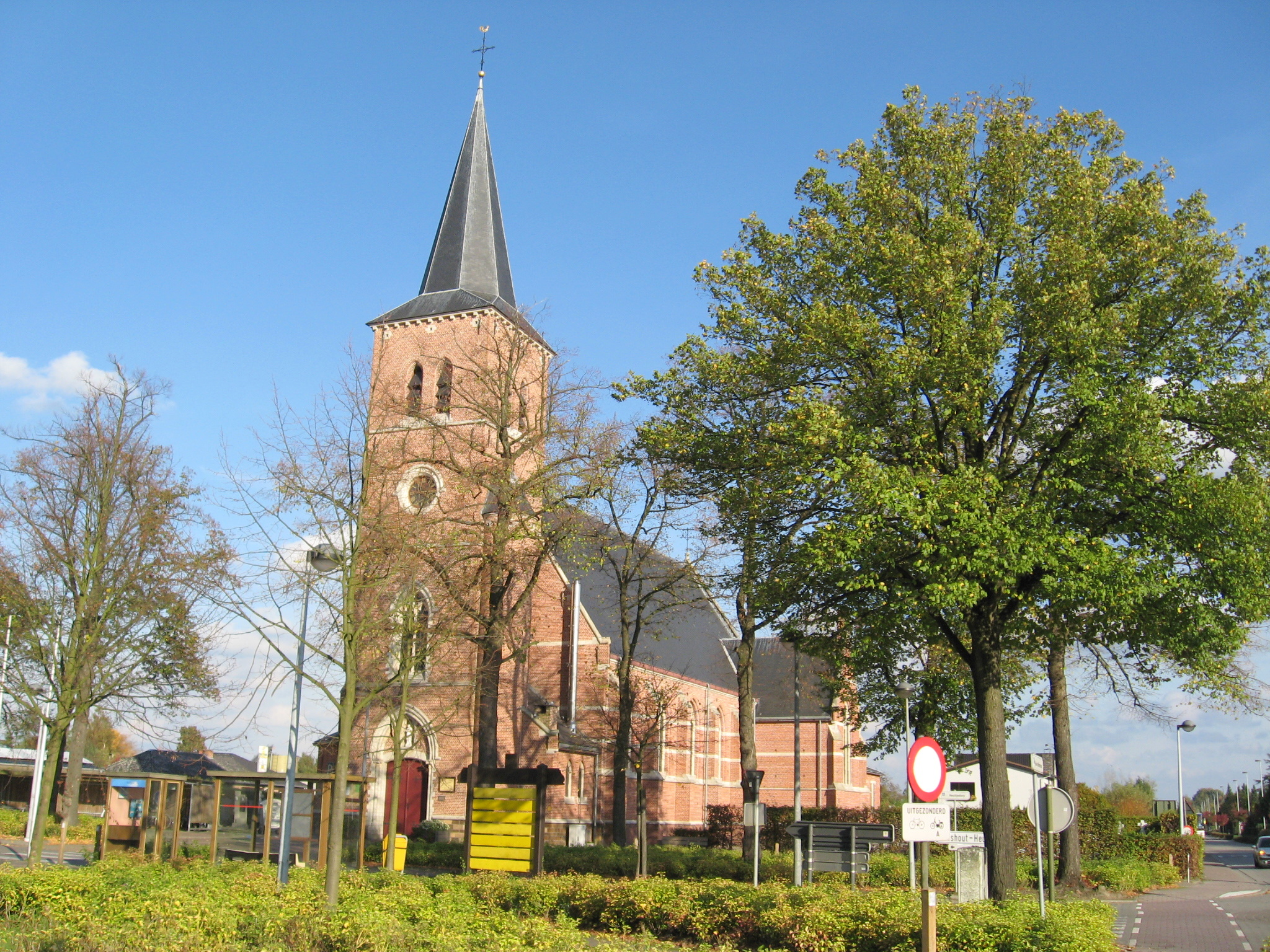
Sint-Carolus Borromeuskerk

Heultje is een dorp in de Belgische provincie Antwerpen. Het dorp ligt in de gemeente Westerlo. Heultje heeft 4542 inwoners (anno 2020). Het is daarmee het grootste dorp van de deelgemeente Westerlo.

## Geschiedenis

### Vermoedelijk eerste vermelding
In het archief van de abdij van Tongerlo wordt een aantal malen melding gemaakt van "Hille"; in 1159 als "Hylle", in 1164, 1186 en 1213 als "Hille". De naam zou zijn afgeleid van het Germaans "hulpin", wat neiging of helling betekent. "Hille" is waarschijnlijk identiek aan het huidige Hoog Heultje.

### Proosdij Ten Dom
De tot nu met zekerheid eerste schriftelijke vermelding van Heultje dateert van 1594, wanneer de Proosdij Ten Dom Utrecht de heerlijkheid Heultken en Rixendonk met visserij, schutterij, laatbank, waranden en pondgeld in leen geeft aan Hendrik de Cottereau en Elisabeth van Halmale en dit elk voor de helft. De laatbank was een rechtbank van de laagste orde, waarin geschillen over verkopen en erven van gronden werden opgelost en waar ook denombrementen werden opgesteld. Verder gaven de visserij, schutterij, de waranden en het pondgeld inkomsten. De naam Rixendonk bestaat nog als de straatnaam Ritseldonk op Hoog-Heultje.
Op 19 mei 1651 werd in de leenkamer volgende ruil bekrachtigd: Filips de Bra te Antwerpen voor Balthasar Lobe, schout van het kapittel ten Dom te Utrecht, draagt als eigen over aan Johan baron van Reede, heer van Renswoude, deken ten Dom, in ruil voor de lenen in Hulshout, Hultken, Houtvenne, Olen, Herselt en Westerlo in Brabant. Als eigen werd “De hof en tijnsen of erfrenten van ca. 914 morgen in Woudenberg” overgedragen. De lenen in voornoemde dorpen gaan over van de Proosdij Ten Dom van Utrecht naar Antwerpse edele. Later zal de markies van Westerlo veel van deze lenen in bezit nemen.

### Abdij van Tongerlo en lenen te Heultje 1658
In de uitgave van “Kaartboek van de Abdij van Tongerlo” worden de tienden vermeld, die de abdij mocht heffen. Zo worden ook in Heultje tienden geheven door de Abdij. In het jaar 1658, maand augustus, tekent landmeter J.Subil in opdracht van Adrianus Geerinkx, kanunnik en dispensier van de abdij, de tiendenkaart van Hùlken. Deze tienden waren conventstienden en ze kwamen ten goede van de bewoners van de abdij, de niet-conventstienden waren te voordele van de abt. In het kaartboek staan ook de tienden van Hulshout. Een groot gedeelte van deze tienden liggen op het huidige grondgebied van Heultje. Zij grenzen aan de conventstiende, waarvan sprake op de vorige bladzijde van het Kaartboek.

### Veen, heide en turf
Tussen 1700 en 1761 had Heultje een burgemeester, dat blijkt uit bewaard gebleven burgemeestersrekeningen in het archief van de schepenbank en het dorpsbestuur. De oudste vermelding van Heultje in het archief is een akte van overeenkomst uit 1530 voor de schepenen van Westerlo tussen Jan van Merode en de prelaat van Tongerlo betreffende de turfwinning op het moer te Hulshout.
In een processtuk uit 1663 blijkt dat zowel in Heultje als in Hulshout aan turfwinning werd gedaan. Gezien de geografische structuur van Heultje en Hulshout moet er in die tijd zeker een veen zijn geweest.
Heultje vormt een komstructuur, met in het zuiden Hoog-Heultje en Stippelberg, in het oosten is er een opklimmend niveau richting Zoerle-Parwijs. In het noorden is er een lichte verhevenheid waarneembaar aan de August Cannaertsstraat (voorheen genoemd 'De Witte Gracht'). Door deze komvormige structuur was er geen afwatering en kwam er veen tot ontwikkeling. Het geografisch gebied dat later Heultje-centrum, de Industriebaan en het Hulshoutse industrieterrein uitmaakt, werd een gebied voor turfdelving. Deze turf deed dienst als brandstof voor huishoudelijk en semi-industrieel gebruik.
Op de kaart van Fricx uit het jaar 1712  wordt Heulken vermeld, er staat een kapel aan de weg van Westmeerbeek naar Hulshout. Het huidige centrum wordt niet vermeld maar men schrijft er: ” bruyere d'ou l'on tire des tourbes” of vertaald “heide waaruit men turf trekt”. Met andere woorden: het huidige dorpscentrum is de plaats waar de mensen turf gingen steken voor de broodnodige energievoorziening (verwarmen en koken). Uit het processtuk van 1663 blijkt dat er semi-industriële bedrijvigheid was rond het steken en winnen van turf in Heultje en Hulshout.

### Hoog-Heultje
In 1764 werden Hoog-Heultje en het laathof op de Stippelberg door de heerlijkheid Westmeerbeek als geen inkomsten gevende, afgestaan aan de markies De Merode (Westerlo).
Op de Ferrariskaart (1771) is er bewoning en worden er landbouwpercelen aangeduid op de plaats Olcken. Het wegenpatroon vertoont dezelfde structuur als het huidige wegenpatroon. Alleen voor het huidige centrum is er geen wegenpatroon. Dit kon ook niet , want er werd turf gedolven. De plaats Olcken komt overeen met Hoog-Heultje. In 1771 was Hoog-Heultje en Stippelberg bewoond en bewerkt (landbouw) en het huidige centrum deed dienst als ontginningsgebied van turf en veen. In heel het gebied dat op de kaart 'Goorheyde' wordt genoemd, maar ook op het huidige industrieterrein van Hulshout was er turfwinning. De Ferrariskaart vermeldt aan de noordkant van Heultje 'Chateau de Witte Gracht', deze voormalige boswachterswoning en jachtpaviljoen was achtereenvolgens eigendom van de graven van Renesse (Oostmalle) en de familie De Villenfagne de Vogelsanck. Het was volgens een literaire bron in 1700 gebouwd als jachthuis door Jan van Gierle. Heultje werd in die tijd als warande gebruikt door verschillende adellijke families.
Naast het Witte Gracht kasteeltje stond een grote hoeve. Volgens J. Sterckx werden in 1620 door de erfgenamen de Taxis "de hoeve en de goederen van de Wittegracht, te Westerloo, onder den heertganck van Soerle. wezende een volle leen gehouden van den heer de Merode...." overgedragen. Volgens B.Tops in zijn 'Inventaris van het archief van de schepenbank en het dorpsbestuur van Westerlo' bestond er Zoerle-Parwijs en Zoerle-Westerlo. De jurisdictie van de schepenbank sloeg alleen op deze van Zoerle-Westerlo. Zoerle-Westerlo strekte zich uit van de Renderstraat tot aan de Witte Gracht, aangezien de Witte Gracht onder den heertganck van Soerle lag. Heertganck, heerdgang of herdgang zijn weiden waarop het vee gezamenlijk werd geweid.

### Ontginning en kerk
De familie de Merode, en dan voornamelijk gravin Jeanne de Merode bepaalde voor het grootste deel het uitzicht van de dorpskern van Heultje. De turfstekers waren werkloos geworden door het uitgeput raken van het veen en men wilde de uitveende gronden geschikt maken voor landbouw. De vruchtbare gebieden die lagen in de vallei van Nete en Wimp waren reeds veel eerder in teelt gebracht. 
De uitgeputte gebieden moesten eerst ontwaterd worden en daartoe werd de Goorloop gegraven. De ontwaterde gronden konden voor een schappelijke prijs verworven en in teelt gebracht worden. Er kwam een waterschap dat instond voor het reinigen van de waterloop. Alle aangrenzende eigenaars moesten bijdragen in de kosten. Onder impuls en met financiële bijdrage van de gravin werd in 1896 de parochiekerk van Sint-Carolus Borromeus met pastorie opgericht. Ook kwam er tussen 1914 en 1922 een klooster annex meisjesschool. Uit erkentelijkheid werd de weg tussen Hoog Heultje en Heultjedorp de Gravin de Merodestraat genoemd.
In 1928 werd westelijk van Heultje, aan de August Cannaertstraat, een celluloidfabriek gebouwd door de firma Agfa-Gevaert. Later ging deze fabriek onder meer fijnchemicaliën vervaardigen voor beeldvorming.

## Bezienswaardigheden
- De neogotische Sint-Carolus Borromeuskerk uit 1897
- De boerderij Balebossen die sinds 1983 beschermd is
- De Sint-Dimfnakapel in de Molenstraat, uit 1896
- De pastorie uit 1898
- Voormalig jachtpaviljoen, ook wel 'Het spookkasteeltje'
- Het standbeeld voor wielrenner Nest Sterckx, opgericht in 2023 [6]

## Mobiliteit
Aan de westkant van Heultje passeert de F106-fietssnelweg tussen Aarschot en Herentals.

## Bekende inwoners
- Ernest Sterckx, wielrenner
- Sylvia Tops, striptekenares
- Luc Vos[7], auteur

## Sport
- Voetbalclub KFC Heultje is een van de oudere clubs bij de KBVB. De club speelde in haar bestaan enkele seizoenen in de nationale reeksen.

## Nabijgelegen kernen
Zoerle-Parwijs, Westmeerbeek, Hulshout, Wiekevorst, Morkhoven, Voortkapel
Deelgemeenten: Oevel · Tongerlo · Westerlo · Zoerle-Parwijs

Overige plaatsen: Heultje · Oosterwijk · Voortkapel · Westerlo

Belgische gemeenten · Arrondissement Turnhout · Antwerpen · Vlaanderen